# 哈尔堡县
哈尔堡县（Landkreis Harburg）是德国下萨克森州北部的一个县，首府卢厄河畔温森。